# Diocese de Meerut
A Diocese de Meerut (Latim:Dioecesis Meerutensis) é uma diocese localizada no município de Meerut, no estado de Utar Pradexe, pertencente a Arquidiocese de Agra na Índia. Foi fundada em 20 de fevereiro de 1956 pelo Papa Pio XII. Com uma população católica de 32.014 habitantes, sendo 0,1% da população total, possui 64 paróquias com dados de 2018.

## História
Em 20 de fevereiro de 1956 o Papa Pio XII cria a Diocese de Meerut a partir da Arquidiocese de Agra. Em 1972 a Diocese de Meerut perde território para a formação do Exarcado Apostólico de Bijnor, futura eparquia.

## Lista de bispos
A seguir uma lista de bispos desde a criação da diocese em 1956.
|        | Nome                                    | Período     | Notas                                        |
| Bispos | Bispos                                  | Bispos      | Bispos                                       |
| ------ | --------------------------------------- | ----------- | -------------------------------------------- |
| 4º     | Bhaskar Jesuraj                         | 2024 -      | Atual                                        |
| 3º     | Francis Kalist                          | 2008 - 2022 | Nomeado arcebispo de Pondicherry e Cuddalore |
| 2º     | Patrick Nair                            | 1974 - 2008 |                                              |
| 1º     | Joseph Bartholomew Evangelisti, OFM Cap | 1956 - 1973 |                                              |